# Streptosyllis
Streptosyllis – rodzaj wieloszczetów z rzędu Phyllodocida, rodziny Syllidae i podrodziny Anoplosyllinae. Obejmuje 14 opisanych gatunków. Są drapieżne. W fazie atokicznej zasiedlają dno mórz (bental), natomiast w fazie epitokicznej pływają w toni wodnej (pelagialu).

## Morfologia
Wieloszczety o ciele walcowatym, smukłym, małych rozmiarów, zwykle około 2–3 mm długości. Prostomium zaopatrzone jest w parę zrośniętych nasadami, pozbawionych blizny środkowej głaszczków, czasem zredukowanych do postaci brodawek, parę dłuższych od nich, gładkich czułków bocznych oraz również dłuższy od głaszczków i gładki czułek środkowy. Narządami wzroku są cztery zaopatrzone w soczewki oczy, a okazjonalnie ponadto para plamek ocznych na przedzie prostomium. Narządy nuchalne wykształcone są w postaci dwóch gęsto orzęsionych rowków umieszczonych grzbietowo-bocznie między prostomium a perystomem. Perystom zaopatrzony jest w dwie pary gładkich cirrusów okołogębowych (wąsów przyustnych). Mogąca się wywracać na zewnątrz gardziel (ryjek) jest prosta, stosunkowo krótka, pozbawiona uzbrojenia, zaopatrzona w wieniec miękkich papilli. Grzbietowa strona ciała pozbawiona jest brodawek (papilli). Parapodia są jednogałęziste, każde zaopatrzone w cirrus grzbietowy (dorsalny) i brzuszny (wentralny). Cirrus grzbietowy może być gładki, pseudoczłonowany lub też podzielony przewężeniami (stawami) na właściwe człony. Cirrusy brzuszne umieszczone są na parapodiach pośrodkowo, co jest apomorfią podrodziny. Kształt cirrusa brzusznego jest palcowaty, a długość niekiedy przekracza długość płata parapodium. Acikule czasem są powiększone, zwłaszcza na przednich segmentach (chetigerach). Na parapodiach występują homogomficzne lub hemigomficzne szczecinki złożone o sierpowatych, rzadko kolcowatych wyrostkach oraz grzbietowe szczecinki proste (niezłożone), natomiast brak jest brzusznych szczecinek prostych. Wszystkie grzbietowe szczecinki proste są jednakowego typu. Pygidium zaopatrzone jest w trzy wąsy odbytowe (cirrusy analne), dwa boczne i jeden pośrodkowy, pozbawione cirroforu.

## Ekologia i występowanie
Zwierzęta morskie, wolno żyjące, preferujące płytkie wody przybrzeżne. Są drapieżnikami. W przewodach pokarmowych S. websteri znajdywano szczątki okrzemek, otwornic, małżoraczków oraz widłonogów z rzędu Harpacticoida.
Występuje u nich rozwój z epitokią w formie epigamii. Osobniki niedojrzałe żyją na dnie wód, wchodząc w skład zoobentosu. Przy osiąganiu dojrzałości płciowej powiększają się ich oczy i przydatki głowowe oraz rozwijają się pławne szczeciny grzbietowe (notochety), umożliwiające przejście w pływającą fazę pelagiczną.
Rodzaj o szerokim zasięgu. Znany jest z mórz oblewających Europę, Afrykę Północną, Azję Zachodnią, Makaronezję, atlantyckich wybrzeży Ameryki Północnej, wód przybrzeżnych Ziemi Ognistej, Hajnanu i Australii. Należący do tego rodzaju S. websteri jest jedynym reprezentantem rodziny Syllidae w wodach polskiego Bałtyku.

## Taksonomia
Rodzaj ten wprowadzony został w 1884 roku przez Harrisona Edwina Webstera i Jamesa Everarda Benedicta jako takson monotypowy z jednym gatunkiem, S. arenae, opisanym w tej samej publikacji. W 1887 roku Webster i Benedict opisali kolejny gatunek, a następne dwa opisane zostały w 1914 roku przez Rowlanda Southerna. Współcześnie do rodzaju tego zalicza się 14 opisanych gatunków:
- Streptosyllis aequiseta Hartmann-Schröder, 1981
- Streptosyllis arenae Webster & Benedict, 1884
- Streptosyllis biarticulata Hartmann-Schröder, 1991
- Streptosyllis bidentata Southern, 1914
- Streptosyllis campoyi Brito, Núñez & San Martín, 2000
- Streptosyllis cryptopalpa Hartmann-Schröder, 1960
- Streptosyllis latipalpa Banse, 1968
- Streptosyllis magnapalpa Hartmann-Schröder, 1981
- Streptosyllis nunezi Faulwetter, Vasileiadou, Papageorgiou & Arvanitidis, 2008
- Streptosyllis reducta Hartmann-Schröder, 1960
- Streptosyllis suhrmeyeri Hartmann-Schröder, 1993
- Streptosyllis varians Webster & Benedict, 1887
- Streptosyllis verrilli (Moore, 1907)
- Streptosyllis websteri Southern, 1914